# Маргаритки (фильм)
«Маргаритки» (чеш. Sedmikrásky) — экспериментальный художественный фильм чешского режиссёра Веры Хитиловой, снятый в 1966 году. Был запрещён чешскими властями в связи с инновационностью съёмки, а также тем фактом, что фильм вышел за два года до Пражской весны. Стал одним из ключевых произведений Чешской новой волны 1960-х годов, получил престижную Гран-при Бельгийской ассоциации кинокритиков.

## Сюжет
В основе повествования история двух юных девушек — двух Марий, которые, желая соответствовать окружающему их испорченному миру, проводят время в нехитрых увеселениях — обманывают ожидания кавалеров, играют и вертят ими, набивают животы, бьют посуду и рушат банкетные залы. Однако попытки выхода за рамки социальных норм и условностей возвращают героинь к началу: кто они и что с ними будет.

## В ролях
- Ивана Карбанова — Мария I
- Йитка Цергова — Мария II
- Др. Олдржих Гора — серьёзный бонвиван
- Яромир Вомачка — весёлый бонвиван
- Юлиус Альберт — бонвиван с бородой и усами
- Мария Чешкова — посетительница туалета
- Иржина Мышкова — туалетная работница
- Марцела Бржезинова — туалетная работница
- Ян Клусак — влюблённый поклонник
- Йозеф Коничек — танцор в кабаре

## Художественные особенности
Режиссёр Вера Хитилова открывает фильм темой греховности женского, позволив юным героиням вкусить плоды с дерева, напоминающего дерево познания Добра и Зла. Вкушение плодов станет ключевым мотивом фильма. Кульминационная сцена в банкетном зале показывает, как сначала играючи, а потом со всевозрастающей жадностью девушки набивают животы — и становится ясно, что еда для них — всего лишь способ притушить ощущение растерянности от трагизма мира, заполнить зияющую пустоту и подтвердить факт своего существования.
Аллегорическая история двух блистательных в жажде разрушения «маргариток» завершается документальным кадрами города, разрушенного бомбардировками — такова красочная феерия Хитиловой. Попытка уйти за пределы порядочности проявляется в том числе в языке как главном инструменте принуждения. В одной из сцен «бабочки» забывают даже значения слов, отвечая друг другу невпопад.
Эпатаж, провокации, мир на грани существования, умирание человеческих ориентиров и ценностей, сюрреалистические, абсурдистские мотивы, юмор, ритм дробного монтажа отражают специфику фильма Веры Хитиловой.